# Как я встретил вашу маму (телесериал, 2010)
«Как я встре́тил ва́шу ма́му» — российский комедийный телесериал производства компании Good Story Media, являющийся адаптацией одноимённого американского телесериала How I Met Your Mother. В основе сюжета телесериала лежит рассказ одного из главных героев — Димы Носова, который описывает своим детям события жизни его и его друзей в современной Москве.

## Сюжет
Главный герой телесериала, Дима Носов, в далёком 2034 году рассказывает своим детям-подросткам о собственной молодости, а также истории жизни своих друзей. Дима описывает обстоятельства, при которых он познакомился со своей будущей женой. При этом он подробно останавливается на различных событиях, происходивших в его жизни в тот период с ним и его друзьями: Пашей Виноградовым, Люсей Любимовой, Юрой Садовским и Катей Кривчик. Основное действие телесериала разворачивается в Москве наших дней (в первом сезоне — в 2008—2009 гг.)

## Персонажи телесериала
- Дима Носов (актёр Александр Ратников) — главный герой, от лица которого ведётся повествование. Работает по специальности архитектором в строительной компании. Пытается найти настоящую любовь. В оригинальном телесериале — Тед Мосби.
- Паша Виноградов (актёр Валентин Валл) — лучший друг Димы Носова, с которым они знакомы с университета. Будущий юрист. Уроженец Рязани. Очень любит и дорожит Люсей, что порой доходит до ревности. Паша является членом ГРИНПИСа, в детстве он обожал читать книги про животных (в особенности горилл), но фраза его любимой учёной-антрополога меняет его взгляды на жизнь: Б«оюсь, скоро на свете горилл никаких не будет...». В оригинальном телесериале — Маршалл Эриксон.
- Люся Любимова (актриса Анна Кузминская) — подруга Димы и Паши со времён университета. Воспитательница в детском саду, мечтающая стать художником. В начале телесериала Паша и Люся обручаются. В конце второго сезона выходит замуж за Пашу. Мечтает иметь двух детей. Люся самый рассудительный человек в компании, почти всегда в любой ситуации её напутствия являются верными, хотя слушают её не всегда. В оригинальном телесериале — Лили Олдрин.
- Юра Садовский (актёр Александр Смирнов) — убеждённый холостяк и неисправимый ловелас. Считает себя лучшим другом Димы. Работает в сомнительной компании, которая якобы производит жёлтую ворсовую оболочку для теннисных мячиков. Тем не менее, никто из друзей не знает, кем именно он работает. Кроме того, в одной из серий Юра прогоняет двух эфэсбэшников, просто продемонстрировав им своё удостоверение. В оригинальном телесериале — Барни Стинсон.
- Катя Кривчик (актриса Татьяна Федоровская) — журналистка, недавно переехавшая в Россию из Беларуси. Там же в 90-х под псевдонимом Катя Горячая была известной поп-звездой. Знакомится с другими героями в первой серии. Тепло относится ко всем членам компании, но не выносит бесконечные приставания Юры. В оригинальном телесериале — Робин Щербатски.

## Приглашённые знаменитости
- В серии про Хэллоуин приглашенные звёзды — популярная в конце 90-х группа «Демо.»
- В седьмой и девятнадцатой серии первого сезона снимаются сразу двое представителей команды КВН «Парма». Кроме постоянного актёра телесериала, Александра Смирнова, в серии участвует также Светлана Пермякова.
- В семнадцатой серии первого сезона а роли ведущего снялся Влад Соколовский[1].
- В первой серии второго сезона в качестве приглашённой звезды появляется Александр Иванов.
- В двенадцатой серии второго сезона принял участие российский комментатор и телеведущий Дмитрий Губерниев.

## Критика
С первых сообщений о готовящейся адаптированной версии (осень-зима 2009 года) интернет-аудитория отнеслась к проекту скептически. После выхода телесериала в эфир критике подвергались актёрский состав, игра актёров, калькированные диалоги персонажей и декорации. После трансляции первого сезона телесериал был закрыт в связи с низкими рейтингами. Второй сезон, снятый ещё до премьеры телесериала на телеканале «СТС», был показан там позже, в 2011 году (эфир по будням в 6 часов утра и в полночь).